# Upeneus francisi
Upeneus francisi es una especie de peces de la familia Mullidae en el orden de los Perciformes.

## Morfología
• Los machos pueden llegar alcanzar los 7,2 cm de longitud total.

## Distribución geográfica
Se encuentran en Nueva Zelanda.

## Hábitat
Es un pez de mar.